# ریدینگ (کانزاس)
ریدینگ (به انگلیسی: Reading) شهری در ایالت کانزاس کشور ایالات متحده آمریکا است که جمعیت آن در سرشماری سال ۲۰۱۰ میلادی، ۲۳۱ نفر بوده‌است.